# Theriophonum fischeri
Theriophonum fischeri är en kallaväxtart som beskrevs av M. Sivadasan. Theriophonum fischeri ingår i släktet Theriophonum och familjen kallaväxter. Inga underarter finns listade.